# Joan Francesc I Gonzaga
Joan Francesc I Gonzaga o Joan Francesc I de Màntua (en italià: Gianfrancesco I Gonzaga) (Màntua, Senyoriu de Màntua 1395 - íd., Marquesat de Màntua 1444) fou un condottiero italià que va esdevenir senyor de Màntua entre 1407 i 1433. Aquest últim any aconseguí elevar el seu títol a Marquès, càrrec que va mantenir fins a la seva mort.

## Orígens familiars
Va néixer el 1395 a la ciutat de Màntua sent el fill mascle primogènit de Francesc I Gonzaga i Margarida Malatesta. Fou net per línià peterna de Lluís II Gonzaga i Alda d'Este, i per línia materna de Galeotto I Malatesta i Elisabetta da Varano.

## Núpcies i descendents
Es casà el 1409 amb Paola Malatesta (1393-1449) filla de Malatesta IV Malatesta Sonetti (1370-1429) i cosina seva. D'aquesta unió nasqueren:
- Lluís III Gonzaga (1412-1478), marquès de Màntua, conegut com a "Lluís III el turc".
- Carles Gonzaga (mort 1456) senyor de Luzzor, de Sabbioneta, etc. Es casà amb Llúcia d'Este.
- Alexandre Gonzaga (1415-1466) senyor de Castel Goffredo, es casà amb Agnès del Montefeltro.
- Gianlucido Gonzaga (1421-1448)
- Margarida Gonzaga (1418-1439), casada el 1435 amb Lionel d'Este, marquès de Ferrara.
- Cecília Gonzaga (?-1451), religiosa a Santa Clara de Màntua.
- Guillem Gonzaga (m.1446)
- Llúcia Gonzaga (religiosa)
- Leonella Gonzaga (religiosa)

## Ascens al poder

### Senyor de Màntua
A la mort del seu pare, ocorreguda el 8 de març de 1407, fou nomenat senyor de Màntua, sent reconegut com a tal el 20 de març del mateix any. Fins a l'assoliment de la majoria d'edat tingué la tutela de Carlo I Malatesta, tenint així mateix la protecció de la República de Venècia gràcies a les estratègiques aliances establertes per Francesc I Gonzaga.
Joan Francesc amb la seva posició de condottieri va iniciar la tradició familiar de fer fortuna mitjançant la guerra, així va lluitar sota la bandera veneciana i milanesa, si bé només ho en aquest últim cas quan Milà fou aliada de Venècia. Així mateix també va lluitar pels Estats Pontificis i els Malatesta el 1412 i 1417 respectivament, i fou Comandant en cap dels exèrcits venecians en substitució de Francesco Bussone da Carmagnola des de 1432, durant les Guerres de Llombardia envaint la Valtellina després de la derrota a la batalla de Delebio.

### Marquès de Màntua

Escut d'armes de Joan Francesc I Gonzaga.

El 1433, després de perseguir-lo durant molt temps, finalment va aconseguir el títol de 1r Marquès de Màntua. Aquest títol finalment legitimava i feia esdevenir oficialment hereditària la possessió de Màntua per a la família Gonzaga. Aquest títol va costar a Joan Francesc el desembors de 12.000 florins. L'emperador Segimon I del Sacre Imperi Romanogermànic va acudir a Màntua al setembre de 1433 i al final d'una luxosa cerimònia va lliurar les insígnies de marquès al Gonzaga. En aquell mateix moment, Joan Francesc es va lligar encara més a la política imperial, signant el compromís de casament del seu fill primogènit (i futur marquès), Lluís III Gonzaga amb Bàrbara de Brandenburg, neboda de l'emperador.
Els últims anys de la seva vida van ser, no obstant això, poc feliços, havent d'assistir a la feroç rivalitat entre els seus fills Lluís i Carles. Va abandonar la tradicional aliança amb Venècia i va entrar al servei dels Visconti de Milà, començant una guerra fracassada contra Venècia que va fer que perdés gran part dels territoris laboriosament conquistats per Màntua. El tractat de pau subsegüent, signat l'any 1441, li va costar fins i tot una sanció de 4.000 ducats d'or.
Després d'aquests fracassos, va morir el 24 de setembre de 1444 a la ciutat de Màntua.
Durant el seu regnat, el famós humanista Vittorino da Feltre va ser cridat a Màntua, així com nombrosos artistes com Pisanello (al que es va encarregar pintar frescos en una sala del Palau Ducal de Màntua) i altres, començant el rol tradicional de la ciutat com una capital del Renaixement italià. Així mateix també va fundar el primer taller a la península italiana per a la manufactura de tapissos.